# Мулуд Хамруш
Мулуд Хамруш (араб. مولود حمروش) (нар. 3 січня 1943 року) — прем'єр-міністр Алжиру. Був членом Фронту національного визволення.